# System X
System X è il vero nome di un supercomputer costruito dalla Virginia Tech nell'estate del 2003. Il sistema era composto da 1.100 nodi Power Mac G5 biprocessore prodotti da Apple. System X attualmente sviluppa 12,25 TeraFLOPS e quindi è il secondo più veloce supercomputer disponibile in una università (il primo, MareNostrum, si trova presso l'Università di Barcellona, in Spagna) e attualmente (2006) è il 47º più veloce computer del pianeta.
Il nome System X deriva dal fatto che ogni nodo utilizza il sistema operativo macOS e dal fatto che è stato il primo computer universitario a superare la soglia dei 10 TeraFLOPS secondo i test LINPACK. Il computer è noto anche come Big Mac o Terascale Cluster. Quando venne effettuata la prima inclusione del computer nella lista TOP500 (i cinquecento computer più veloci del mondo) il sistema si posizionò al terzo posto e venne indicato come il sistema con il miglior rapporto tra prezzo e prestazioni.
System X è il prodotto di un progetto a basso costo (circa 5,2 milioni di dollari statunitensi) e ad assemblaggio rapido (circa 3 mesi). Questi pregi sono dovuti principalmente all'utilizzo di prodotti già disponibili in commercio, come i computer Power Mac o i sistemi di connessione su ethernet gigabit. A confronto, il primo computer dell'elenco, Earth Simulator, costò 400 milioni di dollari e il suo assemblaggio richiese due anni.
Nel 2004 Virginia Tech decise di aggiornare System X con i server Xserve G5. Dopo l'aggiornamento il computer si piazzò alla 7ª posizione del TOP500. Il sistema era costato un quinto del secondo più economico computer della top 10 dell'elenco. System X è stato superato dai sistemi System L (50 TeraFLOPS) System C (100 TeraFLOPS).
Nell'ottobre del 2004 Virginia Tech fece un parziale aggiornamento del System X dal costo di 600.000 dollari. L'aggiornamento migliorò le prestazioni del sistema portandolo a 12,25 TeraFLOPS e piazzando System X alla posizione 14 della TOP500 del 2005. Nella "TOP500" del 2006 appare al 47º posto.
Il progetto del Virginia Tech ha fatto da esempio a Xseed, un piccolo sistema simile a System X basato anch'esso su Xserve sviluppato dalla Bowie State University del Maryland. Xseed si è piazzato alla posizione 166 della TOP500 del 2005.